# NGC 4221
NGC 4221 este o galaxie lenticulară situată în constelația Dragonul. A fost descoperită în 3 aprilie 1832 de către John Herschel. Se află la o distanță de 23,28 de megaparseci de Pământ.